# Randolph James Bresnik
Randolph James Bresnik (Fort Knox, Kentucky, 1967. szeptember 11. –) amerikai űrhajós, ezredes.

## Életpálya
1989-ben a Naval Reserve Officer Training Corps a Citadella keretében matematikából kapott tanári oklevelet. 1992-ben szerzett repülőgép vezetői jogosítványt. A polgári repülőgépek vezetésére is rendelkezik engedéllyel. Szolgálati repülőgépe az F/A–18 volt. Szolgálatteljesítés közben három alkalommal vezényelték a Csendes-óceán nyugati térségébe. TOPGUN kiképzésben részesült. 1999-ben tesztpilóta kiképzésből vizsgázott. Az F/A–18A/D/E/F típusait (elektronika, fegyverzet) repülte, illetve tesztelte. 2001-től repülőgép pilóta oktató. 2002-ben az University of Tennessee (Knoxville) keretében szerzett diplomát. 2002-2003 között Kuvaitban szolgált. Az iraki hadműveletekben több harci bevetést hajtott végre. 2008-ban az Air War College keretében tett újabb vizsgát. Több mint 5000órát töltött a levegőben, több mint 80 típusú repülőgépen repült, valamint tesztelt.
2004. május 6-tól a Lyndon B. Johnson Űrközpontban részesült űrhajóskiképzésben. Egy űrszolgálata alatt összesen 10 napot, 19 órát, 16 percet  (259 óra) töltött a világűrben.

## Űrrepülések
STS–129, a  Atlantis űrrepülőgép 31., repülésének küldetésfelelőse. Feladatuk volt a személyzet csere végrehajtása, logisztikai árú (víz, élelmiszer, ruházat, személyes tárgyak, orvosi- eszközök, berendezések, kutatási- kísérleti anyagok és eszközök) szállítása. Továbbá az ExPRESS Logistics Carrier 1 (ELC1) és az ExPRESS Logistics Carrier 2 (ELC2) rácsszerkezeteket az űrállomás külső felületére. Az Atlantis fedélzetén repült az épülés alatt álló Dragon űrhajó kommunikációs rendszere is, melyet a repülés során teszteltek. Visszafelé bepakolták a csomagoló anyagokat, kutatási eredményeket, a szemetet. Első űrszolgálata alatt összesen 10 napot, 19 órát, 16 percet  (259 óra) töltött a világűrben. Kettő űrséta (kutatás, szerelés) alatt összesen 11 órát és 50 percet töltött a világűrben. 7 226 177 kilométert (4 490 138 mérföldet) repült, 171 kerülte meg a Földet.